# Nedim Türfent
Nedim Türfent   (Yüksekova, 8 de febrer de 1990) és un periodista kurd que va treballar com a corresponsal de l'Agència de Notícies Dicle (DIHA) al sud-est de Turquia fins que va ser arrestat el 12 de maig de 2016, acusat de «pertinença a una organització terrorista».
Va ser detingut després del tancament de l'Agència de Notícies Dicle el 2016 i arrestat sense càrrecs durant els primers 13 mesos de presó. Després d'això, va ser acusat de ser membre del Partit dels Treballadors del Kurdistan (PKK). Els testimonis que van declarar contra Türfent van reconèixer més tard que havien estat deposats sota tortura, així com que la fiscalia també es va basar en un testimoni anònim. Türfent va afirmar al judici que estava essent perseguit com a conseqüència de la seva crítica a l'estament policial i a les autoritats militars turques. Finalment, va ser condemnat a vuit anys i nou mesos de presó. El 10 d'octubre de 2019 la sentència de Türfent va ser confirmada pel Tribunal de Cassació de Turquia.
Türfent també és poeta, i el seu cas ha estat assumit per organitzacions com el PEN Club International. El dia 1.000 de la seva detenció, l'Institut Internacional de Premsa, el PEN Internacional i la Media and Law Studies Association (MLSA) van enviar una carta a Türfent afirmant: «Avui t'escrivim per a dir-te que no estàs sol. Estem amb tu i hem unit les nostres veus per a exigir el teu alliberament». Va ser alliberat el novembre de 2022.